# John Miles (Musiker)

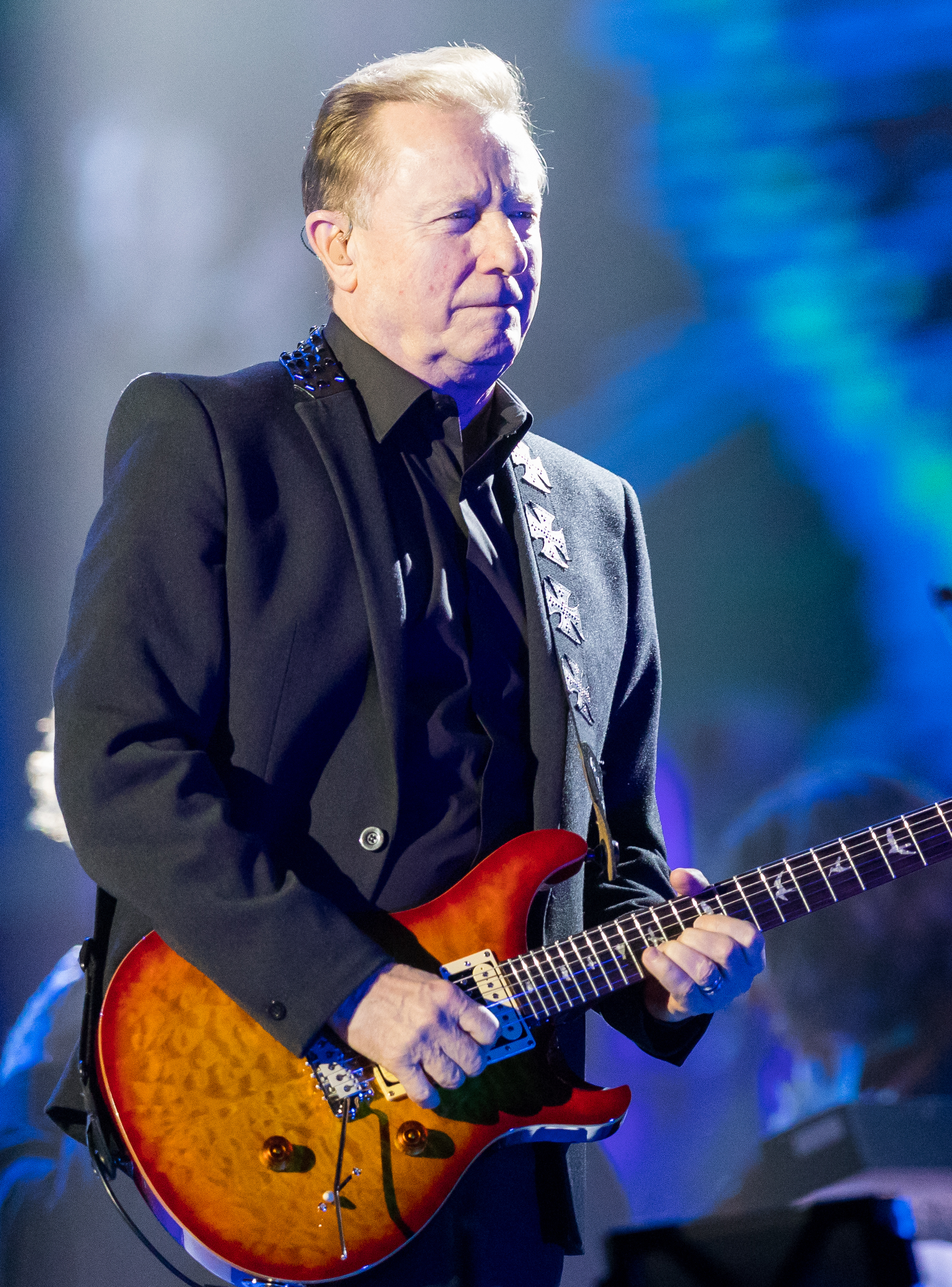
John Miles, 2017

John Miles (* 23. April 1949 als John Errington in Jarrow; † 5. Dezember 2021 in Newcastle upon Tyne) war ein britischer Musiker (Gitarre, Keyboard, Gesang) und Komponist. Er wurde vor allem durch den Hit Music (1976) bekannt. In den 1970er und 1980er Jahren war er einer der Sänger des Alan Parsons Project.

## Karriere

### Erste Erfolge
In den 1970er Jahren arbeitete John Miles mit dem Bassisten Bob Marshall zusammen, der viele Texte für Miles’ Kompositionen schrieb, darunter auch die meisten Texte für das erfolgreichste Album Rebel, nicht jedoch für den Hit Music. Bei der Veröffentlichung der Single Highfly 1975 trat Miles noch als „langhaariger Rocker“ auf, etwa in der BBC-Sendung Top of the Pops. Sein Manager Chris Poole überzeugte ihn, sein Image zu ändern und sich ein festes Bild mit Wiedererkennungswert zuzulegen. In Verbindung mit der Verwendung des 1955 verstorbenen Jugendidols James Dean auf dem Cover von Rebel entschied er sich zusammen mit seinem Label Decca Records für ein an den Filmschauspieler angelehntes Image, wie ein Werbespruch für Miles verdeutlichte:

“James Dean died when he was 24. But some say his legacy lives on in John Miles.”

„James Dean starb, als er 24 war. Doch manche sagen, sein Erbe lebe in John Miles fort.“

### Studiomusiker
Miles hatte als Studiomusiker in den Abbey Road Studios gearbeitet, als er Rebel aufnahm, auf dem er eingängige Rockmusik in Verbindung mit symphonischen Streichersätzen spielte. Den durchschlagenden Verkaufserfolg dieses Albums erreichte er nicht wieder und arbeitete deshalb weiter im Studio für andere Musiker. So ist John Miles auf mehreren Alben von The Alan Parsons Project (u. a. Tales of Mystery and Imagination (1976), einer Vertonung der Kurzgeschichten von Edgar Allan Poe) zu hören. Für diese Studioproduktion verpflichtete Produzent Alan Parsons verschiedene Rockmusiker, mit denen er jeweils Teile des Werks aufnahm, die er dann im Studio zusammenmischte. Auch an Jimmy Pages Album Outrider war Miles 1988 beteiligt.

### Konzerte und Tourneen
Später begleitete Miles Joe Cocker und Tina Turner auf ihren Tourneen als Keyboarder, Gitarrist und Duettpartner (in Vertretung von Bryan Adams). Er erschien unter anderem auf Turners Konzertplatte Live in Europe (1988) und auf Cockers Album Night Calls (1991) an der Hammond-Orgel. Für Cocker schrieb er auch Now that the Magic Has Gone, das auf demselben Album mit Miles an der Gitarre zu hören ist. Auch mit The Rolling Stones und Elton John war Miles auf Tournee.
Im März 1990 nahm Miles mit dem Titel Where I Belong an der britischen Vorentscheidung zum Eurovision Song Contest teil und belegte den zweiten Platz. 2007 trat er zusammen mit Pur in der Veltins-Arena in Gelsenkirchen auf und sang deren Lied Abenteuerland auf Deutsch. Von Oktober 2008 bis April 2009 tourte er erneut mit Tina Turner durch Amerika und Europa. Bei der Veranstaltung Night of the Proms trat Miles schon seit der ersten Veranstaltung (1985) mit seiner Electric Band regelmäßig als Solo-Act, Duettpartner und Begleitband der anderen Künstler auf. 2021, wenige Monate vor seinem Tod trat er letztmalig dort auf.

### Musicals
Später widmete sich Miles auch dem Musiktheater. So komponierte er 1998 die Musik für das Musical The Machine Gunners (Texte & Buch: Tom Kelly), eine Bühnenadaption von Robert Westalls gleichnamigem Kinderbuch. 1999 folgte – wiederum mit Tom Kelly – Tom and Catherine, die Lebensgeschichte der romantischen Schriftstellerin Catherine Cookson und ihres Ehemanns Tom. 2003 setzte das Komponistenduo Miles/Kelly seine Aktivitäten mit Dan Dare – The Musical fort, einem Stück über den 1950er-Jahre-Science-Fiction-Comic-Helden Dan Dare.
2004 arbeitete Miles erstmals mit anderen Co-Autoren zusammen, als er das Musical Cuddy’s Miles mit dem Fernsehstückeschreiber Arthur McKenzie und dem Schauspieler David Whittaker schrieb. Es handelt von dem historischen Jarrow March (Jarrow Crusade), einem Protestmarsch, der aus dem nordostenglischen Jarrow über 21 Stationen nach London führte und mit dem die englische Landbevölkerung 1936 gegen die zunehmende Arbeitslosigkeit protestierte. Miles’ persönlicher Bezug zu dieser Thematik besteht nicht nur darin, dass er in Jarrow geboren wurde, sondern die Titelfigur Cuddy stellt sogar seinen Großvater Cuthbert Miles dar, der an dem Marsch als Koch teilnahm.

## Privatleben und Tod
John Miles starb im Dezember 2021 nach kurzer, schwerer Krankheit; er wurde 72 Jahre alt. Er hinterließ seine Ehefrau Eileen und zwei Kinder. Sein Sohn John Miles junior ist ebenfalls Musiker.

## Diskografie

### Alben
| Jahr | Titel                | Höchstplatzierung, Gesamtwochen, AuszeichnungChartplatzierungen (Jahr, Titel, Platzierungen, Wochen, Auszeichnungen, Anmerkungen) | Höchstplatzierung, Gesamtwochen, AuszeichnungChartplatzierungen (Jahr, Titel, Platzierungen, Wochen, Auszeichnungen, Anmerkungen) | Höchstplatzierung, Gesamtwochen, AuszeichnungChartplatzierungen (Jahr, Titel, Platzierungen, Wochen, Auszeichnungen, Anmerkungen) | Höchstplatzierung, Gesamtwochen, AuszeichnungChartplatzierungen (Jahr, Titel, Platzierungen, Wochen, Auszeichnungen, Anmerkungen) | Anmerkungen                           |
| Jahr | Titel                | DE | CH | UK | US | Anmerkungen                           |
| ---- | -------------------- | --- | --- | --- | --- | ------------------------------------- |
| 1976 | Rebel                | DE44 (2 Wo.)DE | — | UK9 Silber · (10 Wo.)UK | US171 (4 Wo.)US | Erstveröffentlichung: März 1976       |
| 1977 | Stranger in the City | — | — | UK37 Silber · (3 Wo.)UK | US93 (15 Wo.)US | Erstveröffentlichung: 31. Januar 1977 |
| 1978 | Zaragon              | — | — | UK43 (5 Wo.)UK | — | Erstveröffentlichung: März 1978       |
| 1979 | More Miles Per Hour  | — | — | UK46 (5 Wo.)UK | — | Erstveröffentlichung: 13. April 1979  |
| 1981 | Miles High           | — | — | UK96 (2 Wo.)UK | — | Erstveröffentlichung: August 1981     |
| 1993 | Upfront              | DE93 (3 Wo.)DE | CH26 (3 Wo.)CH | — | — | Erstveröffentlichung: September 1993  |

grau schraffiert: keine Chartdaten aus diesem Jahr verfügbar
Weitere Alben
- 1980: Sympathy
- 1982: Music
- 1983: Play On
- 1985: Transition
- 1992: Live In Concert
- 1993: Anthology
- 1998: Master Series
- 1999: Tom and Catherine
- 1999: Millennium Edition
- 2000: His Very Best
- 2002: Live in Concert (DVD)
- 2009: Best of John Miles at Night of the Proms

### Singles
| Jahr | Titel Album                             | Höchstplatzierung, Gesamtwochen, AuszeichnungChartplatzierungen (Jahr, Titel, Album, Platzierungen, Wochen, Auszeichnungen, Anmerkungen) | Höchstplatzierung, Gesamtwochen, AuszeichnungChartplatzierungen (Jahr, Titel, Album, Platzierungen, Wochen, Auszeichnungen, Anmerkungen) | Höchstplatzierung, Gesamtwochen, AuszeichnungChartplatzierungen (Jahr, Titel, Album, Platzierungen, Wochen, Auszeichnungen, Anmerkungen) | Höchstplatzierung, Gesamtwochen, AuszeichnungChartplatzierungen (Jahr, Titel, Album, Platzierungen, Wochen, Auszeichnungen, Anmerkungen) | Anmerkungen                             |
| Jahr | Titel Album                             | DE | CH | UK | US | Anmerkungen                             |
| ---- | --------------------------------------- | --- | --- | --- | --- | --------------------------------------- |
| 1975 | Highfly Rebel                           | — | — | UK17 (6 Wo.)UK | US68 (10 Wo.)US | Erstveröffentlichung: 5. September 1975 |
| 1976 | Music Rebel                             | DE10 (23 Wo.)DE | CH4 (15 Wo.)CH | UK3 Silber · (9 Wo.)UK | US88 (3 Wo.)US | Erstveröffentlichung: 5. März 1976      |
| 1976 | Remember Yesterday Stranger in the City | — | — | UK32 (5 Wo.)UK | — | Erstveröffentlichung: 30. August 1976   |
| 1977 | Slow Down Stranger in the City          | — | — | UK10 (10 Wo.)UK | US34 (14 Wo.)US | Erstveröffentlichung: März 1977         |
| 1983 | The Right to Sing Play On               | — | — | UK88 (3 Wo.)UK | — | Erstveröffentlichung: 12. April 1983    |
| 1994 | One More Day Without Love Upfront       | DE67 (8 Wo.)DE | — | — | — | Erstveröffentlichung: Februar 1994      |